# ان‌جی‌سی ۳۳۰
ان‌جی‌سی ۳۳۰ (انگلیسی: NGC 330) یک خوشه باز است که در ابر ماژلانی کوچک و در صورت فلکی توکان قرار دارد. این خوشه در ۱ اوت ۱۸۲۶ توسط جیمز دانلوپ کشف شد.